# Clastobasis muscatensis
Clastobasis muscatensis är en tvåvingeart som beskrevs av Chandler 2000. Clastobasis muscatensis ingår i släktet Clastobasis och familjen svampmyggor.
Artens utbredningsområde är Oman. Inga underarter finns listade i Catalogue of Life.